# هرمان وندلاند
هرمان وندلاند (1825-1903) (بالإنجليزية: Hermann Wendland)‏ هو عالم نبات ألماني.